# Scottish Second Division 2012/13
Die Scottish Football League Second Division wurde 2012/13 zum 38. und letzten Mal als dritthöchste schottische Liga ausgetragen. Zudem war es die achtunddreißigste Austragung als dritthöchste Fußball-Spielklasse der Herren in Schottland unter dem Namen Second Division. In der Saison 2012/13 traten 10 Vereine in insgesamt 36 Spieltagen gegeneinander an. Jedes Team spielte jeweils viermal gegen jedes andere Team. Bei Punktgleichheit zählte die Tordifferenz.
Die Meisterschaft gewann Queen of the South, das sich damit gleichzeitig die Teilnahme an der Championship-Saison 2013/14 sicherte. An den Aufstieg-Play-offs nahmen Alloa Athletic, Brechin City und Forfar Athletic teil. Neben den Queens stieg auch der Vizemeister, Alloa Athletic nach den Play-offs auf. In der Relegation um den Verbleib für die folgende League One 2013/14 spielten der FC East Fife, der sich erfolgreich durchsetzen konnte. Absteigen in die League Two mussten dagegen die Albion Rovers. Torschützenkönig mit 32 Treffern wurde Nicky Clark von Queen of the South.

## Statistiken

### Abschlusstabelle
| Pl. | Verein                 | Sp. | S  | U  | N  | Tore    | Diff. | Punkte |
| --- | ---------------------- | --- | -- | -- | -- | ------- | ----- | ------ |
| 1.  | Queen of the South (A) | 36  | 29 | 5  | 2  | 092:230 | +69   | 92     |
| 2.  | Alloa Athletic (N)     | 36  | 20 | 7  | 9  | 062:350 | +27   | 67     |
| 3.  | Brechin City           | 36  | 19 | 4  | 13 | 072:590 | +13   | 61     |
| 4.  | Forfar Athletic        | 36  | 17 | 3  | 16 | 067:740 | −7    | 54     |
| 5.  | FC Arbroath            | 36  | 15 | 7  | 14 | 047:570 | −10   | 52     |
| 6.  | FC Stenhousemuir       | 36  | 12 | 13 | 11 | 059:590 | ±0    | 49     |
| 7.  | Ayr United (A)         | 36  | 12 | 5  | 19 | 053:650 | −12   | 41     |
| 8.  | FC Stranraer (N)       | 36  | 10 | 7  | 19 | 043:710 | −28   | 37     |
| 9.  | FC East Fife           | 36  | 8  | 8  | 20 | 050:650 | −15   | 32     |
| 10. | Albion Rovers          | 36  | 7  | 3  | 26 | 045:820 | −37   | 24     |

Platzierungskriterien: 1. Punkte – 2. Tordifferenz – 3. geschossene Tore – 4. Direkter Vergleich (Punkte, Tordifferenz, geschossene Tore)
| Saison 2012/13 |

| Zum Saisonende 2011/12 |                                   |
| (A)                    | Absteiger aus der First Division  |
| (N)                    | Aufsteiger aus der Third Division |

## Relegation
Teilnehmer an den Relegationsspielen waren der FC East Fife aus der diesjährigen Second Division, sowie die drei Mannschaften aus der Third Division, FC Peterhead, FC Queen’s Park und die Berwick Rangers. Die Sieger der ersten Runde spielten in der letzten Runde um einen Platz für die folgende Scottish League One-Saison 2013/14.
Erste Runde
Die Hinspiele wurden am 8. Mai 2013 ausgetragen. Die Rückspiele am 11. Mai 2013.
|                 | Gesamt |              | Hinspiel | Rückspiel |
| --------------- | ------ | ------------ | -------- | --------- |
| Berwick Rangers | 2:3    | FC East Fife | 1:1      | 1:2 n. V. |
| FC Queen’s Park | 1:4    | FC Peterhead | 0:1      | 1:3       |

Zweite Runde
Das Hinspiel wurde am 15. Mai 2013 ausgetragen. Das Rückspiel am 19. Mai 2013.
|              | Gesamt |              | Hinspiel | Rückspiel |
| ------------ | ------ | ------------ | -------- | --------- |
| FC East Fife | 1:0    | FC Peterhead | 0:0      | 1:0       |